# Filóstrato
Flávio Filóstrato (c. 170-250), também chamado Filóstrato, o Ateniense, foi filho de Filóstrato de Lemnos, escritor grego. Foi um filósofo sofista do período dos imperadores romanos. Recebeu os primeiros ensinamentos de retórica em Atenas.
Depois se mudou para Roma, onde aproveitou o mecenato do imperador Septímio Severo e de sua mulher Júlia Domna. Escreveu a Vida de Apolônio de Tiana, as Vidas dos Sofistas, Gymnasticus, entre outras obras.